# Normantas Paulius
Normantas Paulius (Kalniskiu, 1948. június 8. – Nyíregyháza, 2017. január 7.) litván származású magyar fotóművész.

## Élete
1974-ben Vilniusban közgazdasági diplomát szerzett. 1980-ban kezdett el komolyabban foglalkoznia fotózással. Vitalijus Butyrinas litván fotóművész volt az első mestere. Csak analóg nyersanyaggal dolgozott, sohasem használt digitális kamerákat. 1983-ban települt Magyarországra magyar felesége révén és haláláig Nyíregyházán élt.
1983 és 2012 között számos utazáson vett részt a Szovjetuniótól a Himalájáig.
Hat éven át volt fafaragó az Altaj-hegyekben, majd Nahodkában kosárlabdaedzőként, Vlagyivosztokban dokkmunkásként dolgozott. De volt halász és sportoktató is miközben csavargott a Kaukázustól a Kuril-szigetekig az egykori Szovjetunió területén. 16 finnugor népet fotózott tíz expedíció alkalmával.
2011 nyarán Erdei Virág romológussal járt Ópályiban, Hodászon, Nyírkátán, Kántorjánosiban, Nyírvasváriban, Tiszabercelen, Paszabon, Gávavencsellőn, Nyírbátorban, Nagyecseden, Penészleken, Nyírpilisen, Encsencsen és Piricsén. Vendégei voltak egy igazi oláh cigány esküvőnek, és jártak a kisvárdai cigány fesztiválon. Itt készült képei több kiállításának a tárgyát képezte.
Tagja volt a Litván Fotóművészeti Szövetségnek (1980), a Magyar Fotóművészek Szövetségének (1991), a Magyar Alkotóművészek Országos Egyesületének, a Magyar Művészeti Akadémiának (2013) és a Litván- és a Nemzetközi Újságíró Szövetségnek.

## Fotóexpedíciói
- Szovjetunió, Oroszország (1983–1992)
- Tibet (1989, 1994);
- Kína (1989, 1993, 1994)
- Szovjetunió, Kazahsztán (1990)
- India (1991–1994, 1999, 2004, 2006–2012)
- Pakisztán (1991, 1993)
- Nepál (1994, 1997–2000, 2003, 2007–2009, 2011–2012)
- Mustang Királyság - Nepál (1997, 1999, 2008)
- Thaiföld (1997–1998, 2005)
- Kambodzsa (1997, 2001, 2002, 2010)
- Mianmar (2000–2001)
- Bhután (2001, 2003, 2007)
- Vietnam (2002)
- Laosz (2003)
- Indonézia (2004)
- Sri Lanka (2005, 2006)
- Dél-Korea (2012)

## Könyvei
- Vanishing Sources (Apadó források), Budapest, 1990
- The Invincible Amdo Tibetans (A legyőzhetetlen Amdo tibetiek), Helsinki, 1994

## Kiállításai
Ötvennél több kiállítást rendezett Lengyelországban, Lettországban, Litvániában, Finnországban és Újdelhiben.
- 1980: Szombathely
- 1984: Nagykálló, Szentendre, Nyíregyháza
- 1985: Tokaj, Salgótarján, Pécs, Sárospatak, Nyíregyháza
- 1986: Képek finnugor nyelvrokonaink életéből – Veszprém, Szombathely, Visegrád, Gödöllő
- 1987: Nyírbátor, Sárvár
- 1988: Érd, Hatvan, Gödöllő
- 1990: Göteborg
- 1991: Műcsarnok – Budapest
- 1992: Emberek, akik között élt Kőrösi Csoma - Vigadó Galéria, Budapest- Nyíregyháza
- 1994: Japán északi területei. Déli-Kuril-szigetek – Nyíregyháza, Väinö Aaltonen M.  – Turku, Kőrösi Csoma Sándor nyomában – Párizs
- 1995: Tibeti Napló – Budapest Galéria, Budapest, Tibet, Arka G.  – Vilnius
- 1997: Taimir-félszigeti szamojédok – Néprajzi Múzeum, Nyíregyháza, Ázsia titkai - Musztáng és Angkor – Néprajzi Múzeum, Budapest

## Díjai
- Pro Cultura Hungariae (1992)
- Balogh Rudolf-díj (1997)